# Bartninkai

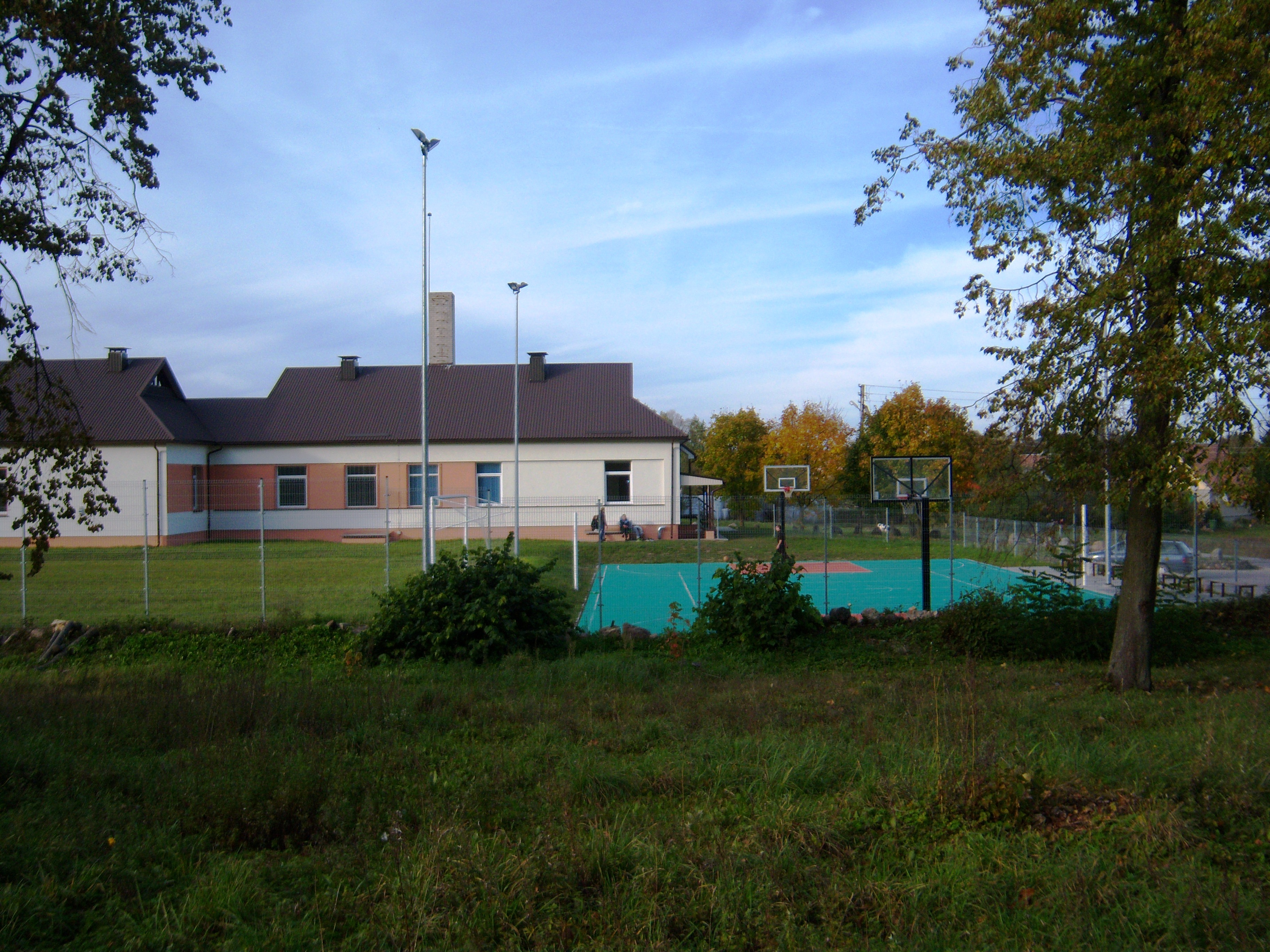
Bartninkai

Bartninkai (polnisch Bartniki) ist ein Städtchen (miestelis) in der Rajongemeinde Vilkaviškis im südwestlichen Litauen. Es ist Sitz eines Amtsbezirks. 2011 lebten hier 390 Einwohner.

## Geographie
Bartninkai liegt 17 Kilometer südlich von Vilkaviškis in der Nähe der Grenze zur Oblast Kaliningrad. Durch den Ort führen die Straßen 5106 und 5115.

## Geschichte
Der Ort wurde wahrscheinlich in der zweiten Hälfte des 16. Jahrhunderts gegründet. Von 1649 ist die älteste Erwähnung erhalten, von 1744 als Städtchen. In dieser Zeit baute Antoni Tyzenhaus (Anton von Tiesenhausen) eine Manufaktur, die Kelche herstellte, die er bis 1780 betrieb.
1944 wurde Bartninkai erheblich beschädigt. Seit 1999 hat es ein Wappen.

## Kultur und Sehenswürdigkeiten

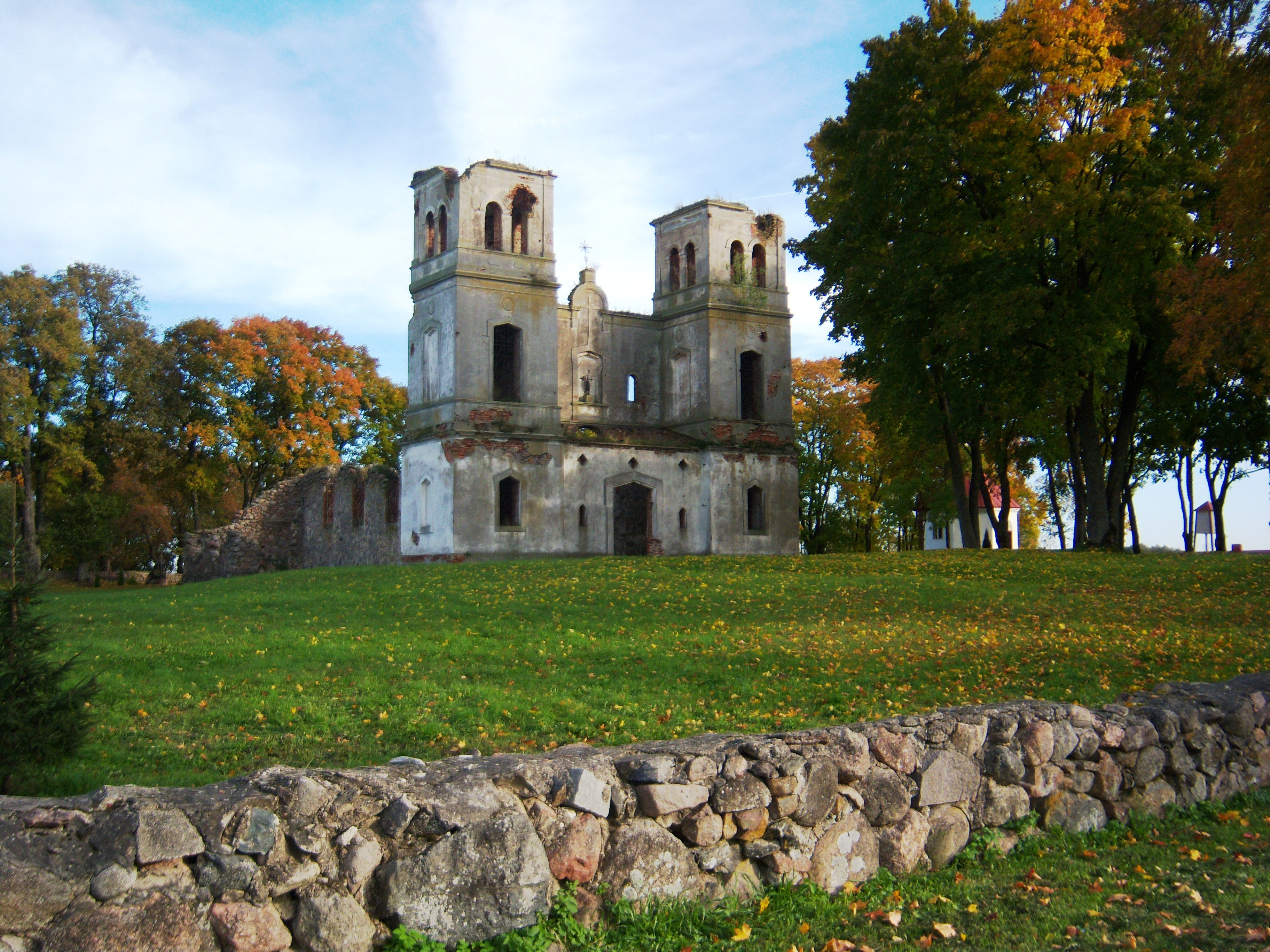
Kirchenruine St. Peter und Paul

- Kirchenruine St. Peter und Paul, 1663 als Steinbau, 1944 zerstört
- Holzkirche, 1950 gebaut
- Schule
- Bibliothek
- Ehemaliges Herrenhaus von Tiesenhausen (Tyzenhauzas)

## Persönlichkeiten
- Algirdas Milleris (1932–2023), litauisch-deutscher Fotokünstler